# David Elias
David Elias (*  3. Dezember 1956 in Prag) ist ein Schweizer Jazz-Schlagzeuger.

## Leben und Wirken
Elias, der seit 1968 in der Schweiz lebt, studierte an der Swiss Jazz School (Diplom 1979). Er begann seine Karriere mit Bands wie dem Swiss Jazz Quintet und der Bigband von Mani Planzer, mit Pony Poindexter und Vince Benedetti in der Schweiz, bevor er seine Tätigkeit dann in Deutschland bei Bob Degen und Zipflo Reinhardt fortsetzte. Vermehrt war er in Bands um Joe Haider, in dessen Jazz Schule München er auch als Lehrer tätig war. Dann arbeitete er mit zahlreichen Musikern wie Hannibal Marvin Peterson, Archie Shepp, Buddy DeFranco, Woody Shaw, Heinz Sauer, Aki Takase, Franco Ambrosetti, Clifford Jordan oder den Great Guitars feat. Herb Ellis und Charlie Byrd. Später spielte er auch Hot Jazz, vor allem als Mitglied der Swiss Dixie Stompers und begleitete Gastsolisten wie John Barnes, Doc Cheatham, Peanuts Hucko oder Beryl Bryden. Er trat auf den Festivals von Montreux, Detroit, Burghausen und Lugano auf. Daneben bildete er mit Wege Wüthrich, Franz Biffiger und Michel Poffet die Gruppe Friends 4 Friends; auch kam es zur regelmässigen Zusammenarbeit mit Max Neissendorfer, Marianna Polistena, Sandy Patton, Theo Kapilidis und Bands um den Gitarristen Stephan Urwyler wie Caribey. Derzeit arbeitet er auch mit den Swing Kids und in der Gruppe Chantemoiselle; auch ist er als Schlagzeuglehrer tätig.

## Diskographische Hinweise
- Swiss Jazz Quintet: Live in Detroit (Jazzcharge, 1983, mit Robert Morgenthaler, Heiner Althaus, Max Neissendorfer, Walter Schmocker)
- Max Neissendorfer: Staubfrei (Ego Records, 1995)
- Sandy Patton: Paradise Found (TCB, 2002)
- Swiss Dixie Stompers 50 Years Jubilee (2005)
- Friends 4 Friends A Family Affair (2008, mit Sandy Patton)

## Lexigraphische Hinweise
- Bruno Spoerri: Biografisches Lexikon des Schweizer Jazz CD-Beilage zu: B. Spoerri (Hrsg.): Jazz in der Schweiz. Geschichte und Geschichten. Chronos-Verlag, Zürich 2005, ISBN 3-0340-0739-6